# 吴汉洪
吴汉洪， 广西壮族自治区崇左市人，壮族。

## 生平
本科毕业于湖南大学数学系，中国人民大学经济学院教授、博士生导师，反垄断经济研究专家。担任中华外国经济学说研究会理事，中国《反垄断法》审查修改专家小组成员，美菱股份公司独立董事。 主要从事数理经济学、微观经济学、宏观经济学和管理经济学方面的研究与教学工作。